# Laridae

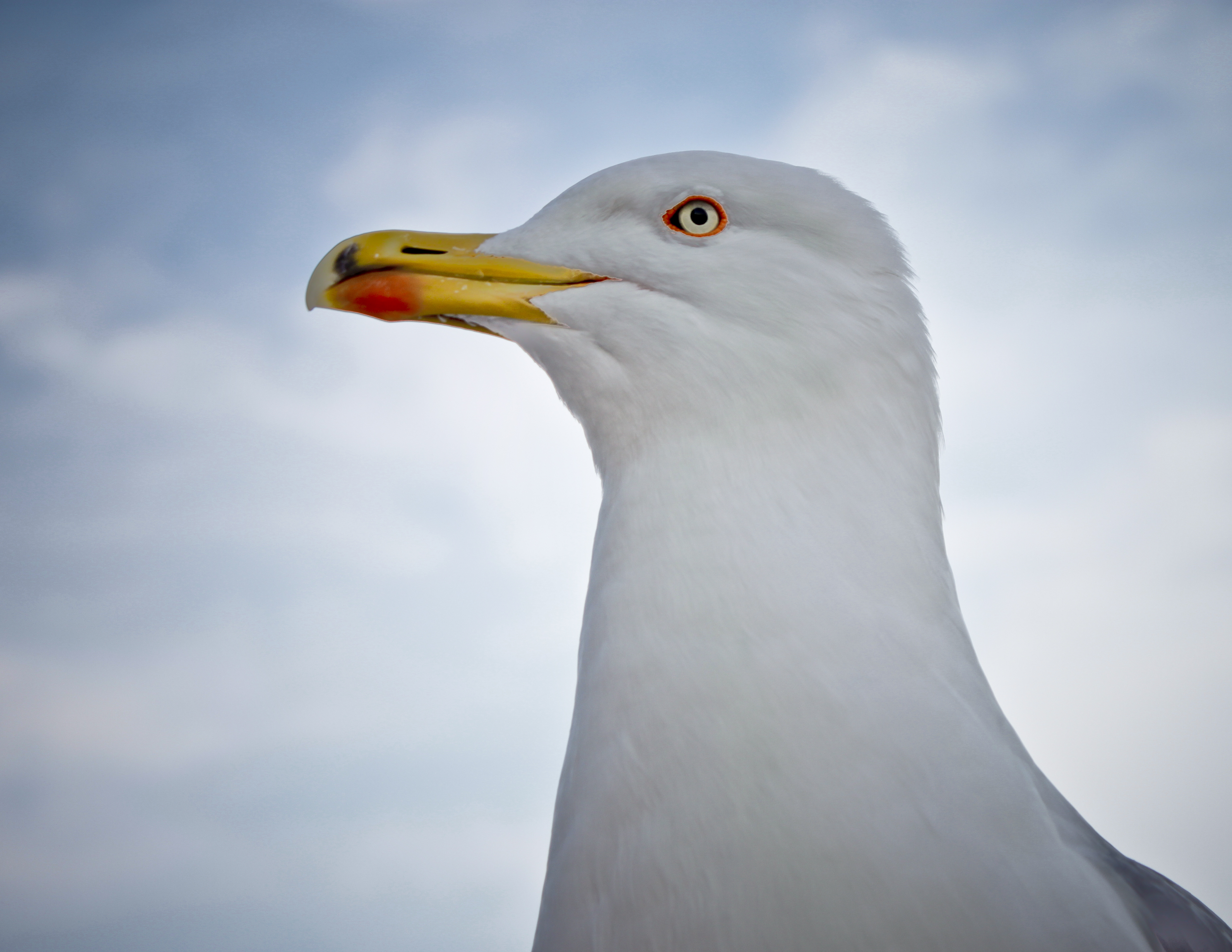
Un esemplare di gabbiano

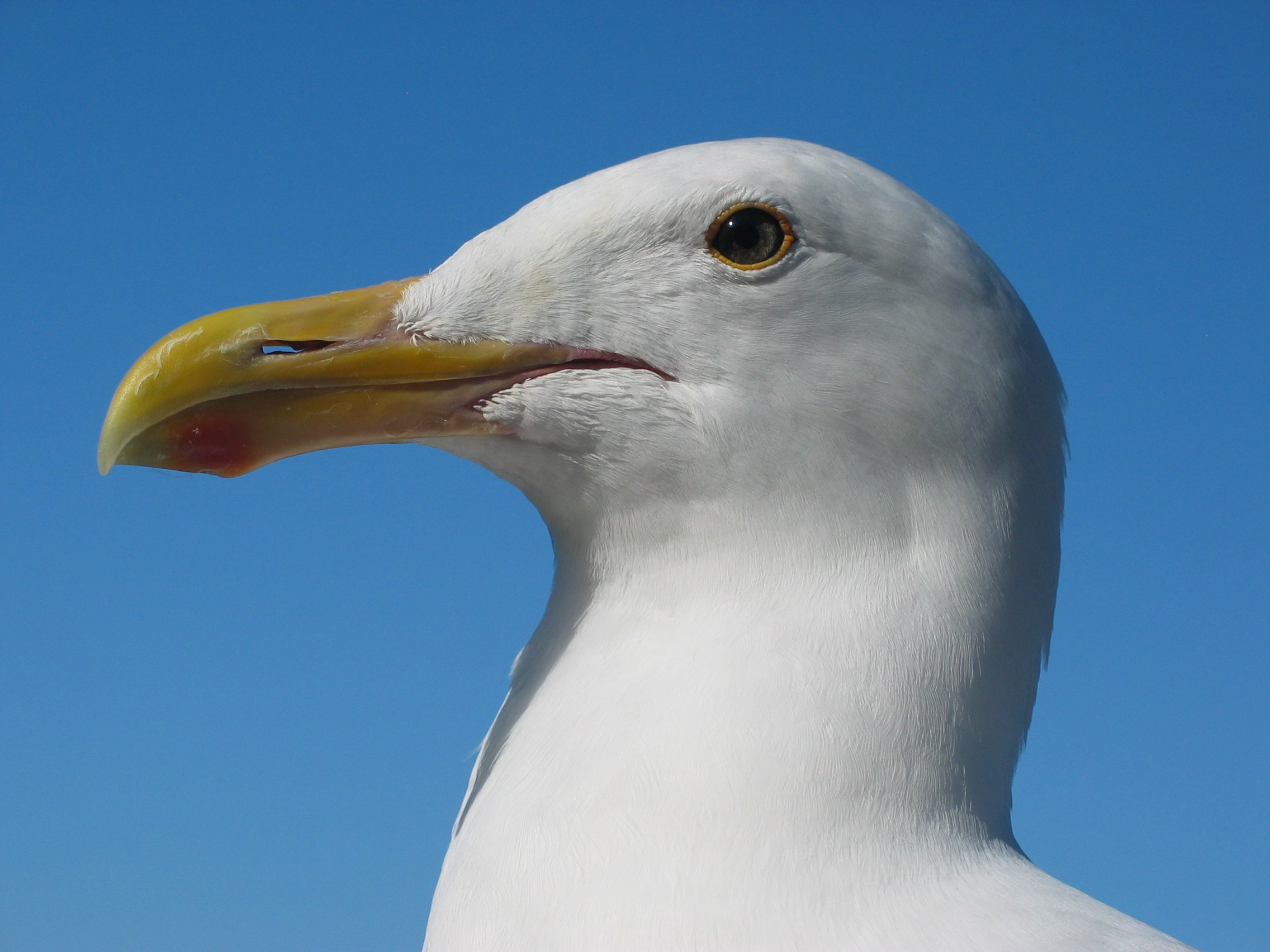
Un esemplare di Larus occidentalis

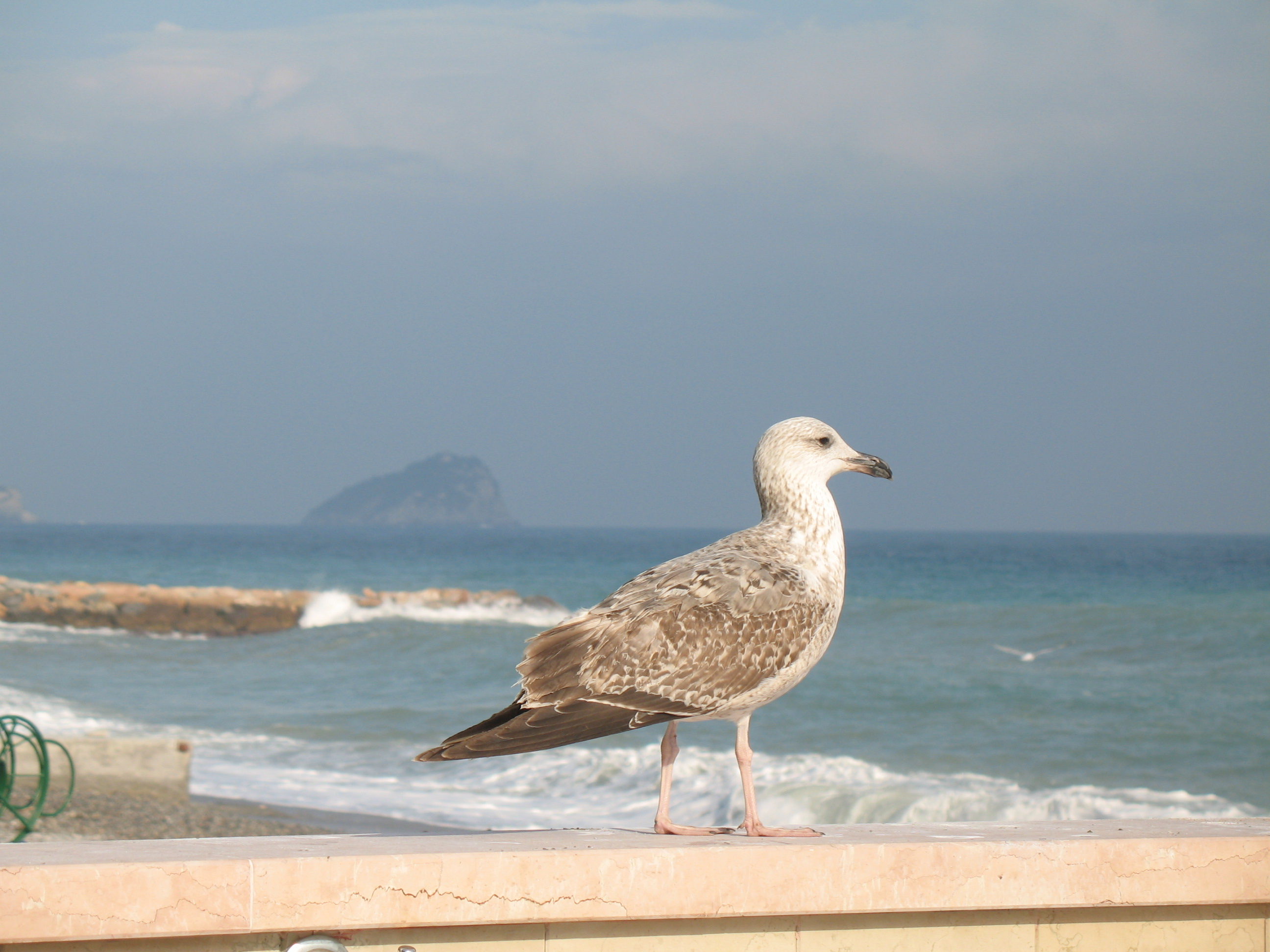
Un immaturo di gabbiano reale mediterraneo sulla spiaggia di Noli

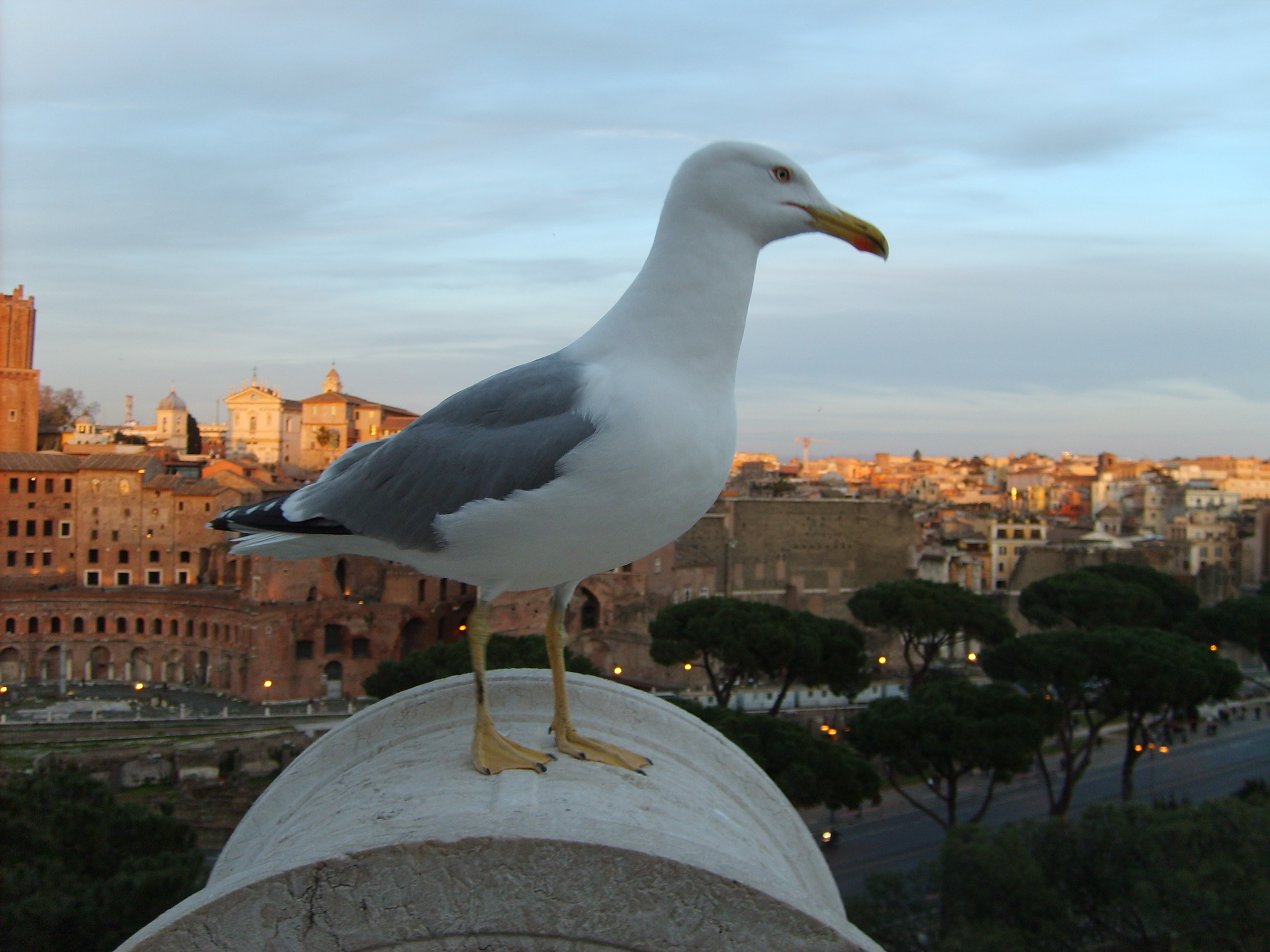
Larus michahellis al Vittoriano, Roma

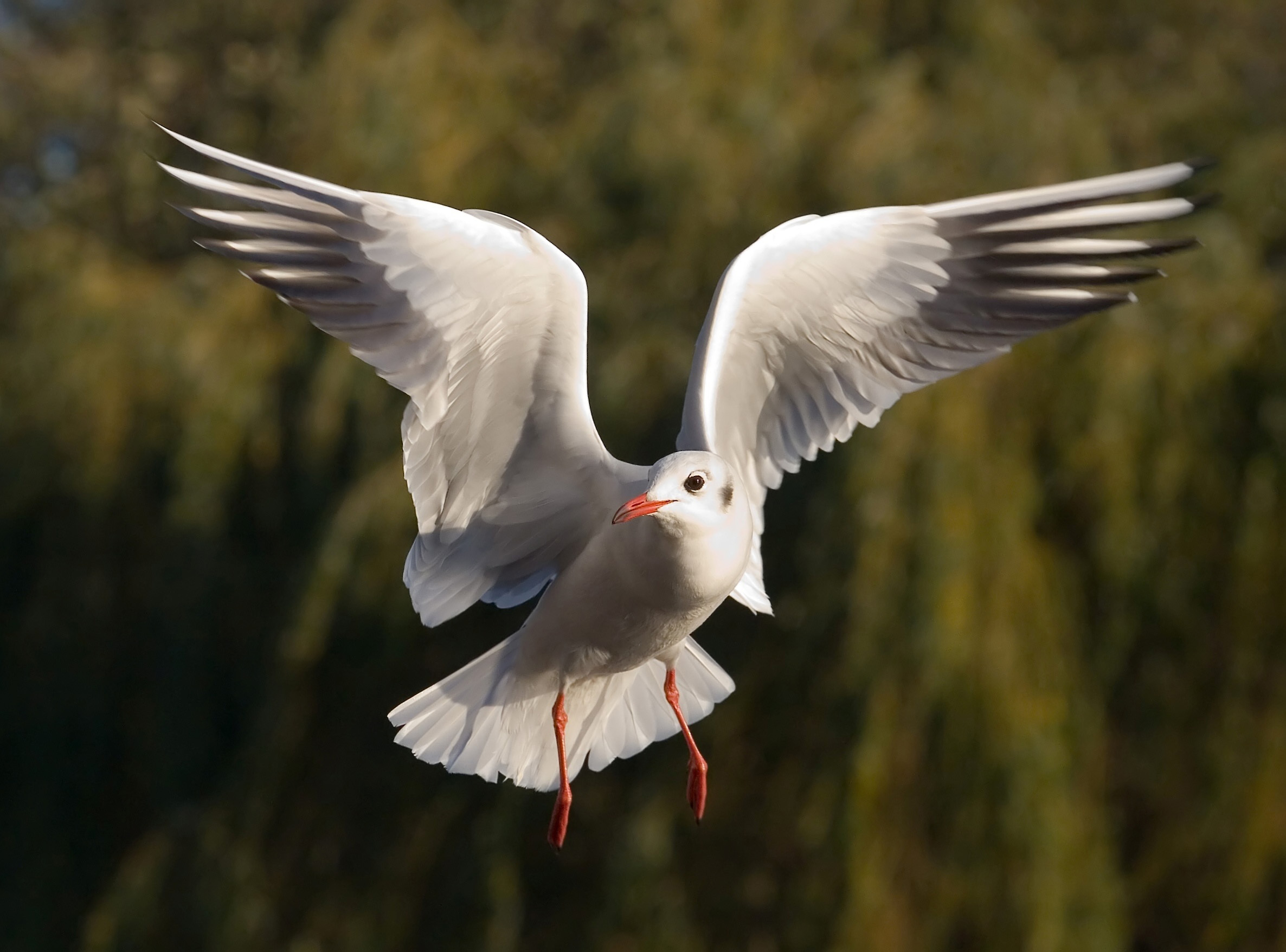
Gabbiano comune a Londra

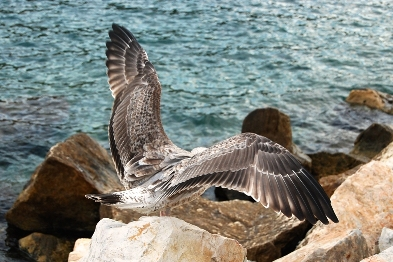
Immaturo di gabbiano reale mediterraneo sulla scogliera di Portovenere

Gabbiani, sterne e becchi a cesoia (Laridae Rafinesque, 1815) formano una famiglia di uccelli marini
dell'ordine dei Caradriiformi. Pur essendo uccelli di mare, diverse colonie vivono su grandi laghi, come il lago di Garda, o si cibano nell'entroterra; moltissimi esemplari, inoltre, si sono diffusi nelle grandi città, Roma su tutte, dove si nutrono dei rifiuti umani.

## Tassonomia
La tassonomia dei Laridi è stata rivista di recente. Fino a poco tempo fa sterne e becchi a cesoia erano classificati in famiglie separate (Sternidae e Rynchopidae, rispettivamente), ma a seguito di studi filogenetici queste famiglie sono riconfluite nei Laridi. Attualmente la famiglia viene suddivisa in due sottofamiglie: Sterninae, ovvero le sterne propriamente dette, e Larinae, ovvero i gabbiani. Alcune specie sono considerate Laridi basali e non hanno ancora una sistemazione certa. La famiglia comprende i seguenti generi:
- Genere Anous (3 specie)
  - Genere Procelsterna (2 spp.)
- clade B
  - Genere Gygis (1 sp.)
  - clade C
    - Genere Rynchops (3 spp.)
    - clade D
      - Sottofamiglia Larinae:
        - Genere Creagrus (1 sp.)
        - Genere Rissa (2 spp.)
        - Genere Pagophila (1 sp.)
        - Genere Xema (1 sp.)
        - Genere Chroicocephalus (11 spp.)
        - Genere Hydrocoloeus (1 sp.)
        - Genere Rhodostethia (1 sp.)
        - Genere Leucophaeus (5 spp.)
        - Genere Ichthyaetus (6 spp.)
        - Genere Larus (24 spp.)

- -     -       - Sottofamiglia Sterninae:
        - Genere Gelochelidon (2 spp.)
        - Genere Hydroprogne (1 sp.)
        - Genere Thalasseus (7 spp.)
        - Genere Sternula (7 spp.)
        - Genere Onychoprion (4 spp.)
        - Genere Sterna (13 spp.)
        - Genere Chlidonias (4 spp.)
        - Genere Phaetusa (1 sp.)
        - Genere Larosterna (1 sp.)

## Evoluzione
I più antichi fossili appartenenti alla famiglia Laridae risalgono all'oligocene inferiore, risalendo ad un periodo compreso tra i 33 e i 30 milioni di anni fa. Un gabbiano fossile del tardo miocene è stato ritrovato nella Contea di Cherry, Nebraska, USA, ed è stato inserito nel genere preistorico Gaviota, mentre tutti gli altri fossili sono provvisoriamente assegnati al moderno genere Larus. Il "Larus" elegans e il "Larus" totanoides del sud-est della Francia, risalenti al Chattiano, sono stati separati nella famiglia dei Laricola.